# Ligne de la côte orientale corse
La ligne de la côte orientale corse était une ancienne ligne ferroviaire à voie métrique et avec un intérêt général qui reliait Casamozza au sud de Bastia à Ghisonaccia puis prolongée jusqu'à Porto-Vecchio. Fortement endommagée en septembre 1943 pendant la Seconde Guerre mondiale, elle n'a pas été remise en service au Sud de Folelli-Orezza. La Collectivité de Corse à envisagé de rouvrir le court tronçon Nord de Casamozza à Folelli-Orezza pour le trafic de banlieue.

## Histoire

### La construction
En 1855, le receveur général "Conti" propose la création d'un chemin de fer sardo-corse, afin d'établir une liaison plus courte entre la France et l'Italie du Nord d'une part, et l'Algérie d'autre part, permettant d'économiser quinze heures sur les cinquante heures que dure le voyage maritime. Cette idée porte sur une ligne Bastia - Bonifacio, et n'aboutit pas sur un projet concret : dès 1864, une liaison Bastia - Ajaccio est jugée prioritaire, et les progrès de la navigation ôtent tout intérêt à une liaison comportant quatre ruptures de charge. Sur le plan politique, le rapprochement entre le Piémont et la Sardaigne n'est plus une préoccupation depuis l'unification de l'Italie. Pendant les années 1870, des financeurs privés proposent à l'État Français différents projets ferroviaires pour la Corse, mais aucune candidature n'est retenue, l'État doutant de la viabilité économique de ces lignes. C'est pour cette raison que les Ponts et Chaussées décident de prendre en main la construction de la première ligne de Bastia à Ajaccio. Une ligne Casamozza - Bonifacio sur 150 km est toutefois envisagée et va être inscrite au plan Freycinet, adopté par la loi du 17 juillet 1879.
La ligne entre Casamozza et Ghisonaccia est déclarée d'utilité publique par une loi le 2 août 1882, quasiment de façon simultanée avec la ligne de Ponte-Leccia à Calvi. Trois ans après le début effectif des travaux sur la ligne centrale, le ministère des Travaux Publics cherche un concessionnaire pour l'exploitation des chemins de fer corses et la construction des autres lignes, et opte rapidement pour la Compagnie de chemins de fer départementaux (CFD). Le ministre David Raynal et le directeur de la compagnie, Pierre Zens, signent une convention le 21 février 1883. Cette convention est approuvée par une loi le 19 décembre suivant. Dans la convention, la CFD s'engage à titre ferme de construire la ligne de la côte orientale jusqu'à Ghisonaccia-Gare (lieu-dit Fium'Orbo), et de la prolonger à titre éventuel jusqu'à Bonifacio. Le capital à engager par la CFD, évalué forfaitairement à 9 980,000 francs, devra être remboursé par l'État en 90 annuités avec 5 % d'intérêts, ou par une rente de 3 % amortissable. La CFD intervient comme compagnie fermière, en régie intéressée, et sera rémunérée à raison de 2,50 francs par train-km.
Les premiers ingénieurs, géomètres et techniciens de la CFD débarquent en Corse en 1884 afin d'effectuer des relevés de terrain pour faire les études de détail du tracé de la voie. L'entreprise dispose d'un délai de deux ans et neuf mois à compter de l'approbation des études du tracé et des plans des ouvrages d'art par l'administration pour commencer les travaux. Cette approbation n'étant obtenue qu'avec retard, le 30 novembre 1885, la géométrie du tracé et les premiers terrassements débutent en janvier 1886. Le long de la côte orientale, les progrès sont rapides grâce au profil en long du terrain et à l'emploi de trois locomotives en tête des divers trains de chantier, si bien que les premiers tronçons de voie sont posés entre Casamozza et Tallone-Gare dès l'été 1886. Mais la CFD ne vivant encore que de ses propres capitaux, ne montre aucun empressement pour faire circuler les premiers trains. Ce sera finalement en même temps que la section de Bastia à Corte, le 1er février 1888, que la ligne sera officiellement inaugurée jusqu'à Tallone. Les attentes de la population sont grandes, tablant notamment sur le début d'une ère de prospérité de déplacements et d'industrialisation grâce au chemin de fer. En réalité, le train n'apportera à cette époque qu'une très faible contribution au développement de la Corse. - Le 17 juin, la ligne est ouverte jusqu'à Ghisonaccia. Cette gare restera le terminus provisoire pendant les quarante-deux ans à venir. La principale cause en est la forme de concession accordée à la CFD, ne l'encourageant point à prendre les moindres risques économiques et financiers. Mais l'État lui-même commence à mettre en cause le projet de prolongement jusqu'à Bonifacio, en 1903, alors que la Corse subit une grave crise migratoire avec 13 000 individus choisissant de partir entre 1901 et 1906, et que les élus corses déplorent [l'abandon] de l'île. L'exploitation des chemins de fer corses devient paradoxalement bénéficiaire, les tarifs en 3e classe étant de 26 % supérieurs à ceux pratiqués sur le continent.
Après de vives débats pendant l'année 1909, avant l'échéance de la première concession CFD, une nouvelle concession est néanmoins accordée à la CFD par une convention signée entre le ministre des Travaux publics et la compagnie le 8 novembre 1909, plus incitative pour l'exploitant et contenant l'obligation de construire la ligne jusqu'à Bonifacio. Celle-ci est complétée par des avenants les 8 décembre 1910 et 4 juillet 1911. Ces conventions ont été approuvées par une loi le 1er décembre 1911. Cette même loi déclare d'utilité publique la ligne de Ghisonaccia à Bonifacio.
Partant des expériences lors des acquisitions foncières pour la ligne centrale, où les prix avaient atteint un niveau exorbitant, le ministre Armand Gauthier fait savoir dès le 29 novembre 1905, que les dépassements du budget devront être pris en charge par le département. Pensant que ce dernier refuserait - ce qui ne fut pas le cas - il se corrige aussitôt et déclare que le département devra supporter l'intégralité du coût d'achat des terrains. Finalement, le Conseil Général accepte de financer les 10 % des dépenses liées à la construction de la ligne. La CFD commence donc d'acheter les terrains dès l'été 1911, et l'approbation ministérielle du tracé est délivrée le 21 décembre 1912. Avant que l'acquisition des terrains ne soit achevé le 26 novembre 1914, la Première Guerre mondiale a déjà commencée, et faute de main-d'œuvre, la CFD est autorisé de différer le lancement des travaux. La paix revenue, une lettre du ministre en date du 29 juillet 1919 somme la compagnie de commencer effectivement les travaux. Mais le phénomène de la forte inflation avait rendu caduc le montant des travaux arrêté avant-guerre, et entre des négociations successives pour amender la concession et les attentes des autorisations d'emprunt, la dépréciation de la monnaie continue, sans que rien soit encore entrepris. Devant ces difficultés, les travaux se réduisent sur le tronçon de 26,6 km jusqu'à Sari-Solenzara et commencent timidement en 1923. À plusieurs reprises, les entrepreneurs mandatés demandent la résiliation de leur marché, et en juin 1926 par exemple, tous les ouvriers italiens repartent dans leur pays et provoquent un arrêt du chantier. Par décision ministérielle du 6 août 1928, la seconde extension à venir est provisoirement limitée à Porto-Vecchio. Il faudra attendre le 15 septembre 1930 pour que la section Ghisonaccia - Sari-Solenzara soit enfin ouverte à la circulation. Entre-temps, l'autorisation pour le début des travaux du prolongement est accordée le 25 mars 1929, mais ce n'est que deux ans plus tard que les premiers travaux sont réellement engagés. L'inauguration du tronçon Sari-Solenzara - Porto-Vecchio a lieu le 21 septembre 1935, comme dernière ligne à voie métrique ouverte en France, et le réseau corse atteint son apogée avec 360,47 km. Manquent encore 39,685 km jusqu'à Bonifacio, et les plans sont prêts depuis plusieurs années déjà. Cette fois-ci, c'est la déflation qui ralentit l'exécution, l'État voulant réduire le montant alloué à la CFD, alors que des marchés avaient déjà été conclus à prix ferme. Les tergiversations continuent jusqu'au début de la Seconde Guerre mondiale, qui fait rapidement oublier le projet. Deux extensions supplémentaires étaient prévues : de Bastia en direction du Nord vers le Cap Corse jusqu’à Maccinaggio, ainsi que le raccordement de la station thermale d’Orezza à partir de Folleli. Elles resteront à l'état de projets.

### La desserte
La CFD en tant qu'exploitant est obligée, par une clause de la convention de concession, de faire circuler trois trains de voyageurs quotidiens dans chaque sens sur chacune des lignes. Or, l'offre sur la ligne de la côte orientale, tout comme en Balagne, reste cantonnée à deux aller-retours par jour. Par ailleurs, l'horaire prévoit l'acheminement des wagons de marchandises attelés à des trains de voyageurs, de sorte que les convois soient en principe tous des trains mixtes. Cette forme d'exploitation n'est pas favorable à des vitesses élevées, et la faiblesse des performances des locomotives manquant de puissance non plus. Ainsi, la lenteur des trains fait souvent l'objet de motions et de plaintes, la vitesse commerciale ne dépassant guère les 20 km/h. Ces trains comportent les trois classes et ont au moins comme origine ou terminus Bastia, ce qui évite un changement à Casamozza. Pendant l'hiver 1907/08, le temps de parcours Bastia - Ghisonaccia est de 3 h 40 en moyenne, pour une distance de 85,3 km, ce qui équivaut à une vitesse commerciale de 23,3 km/h. Les départs ont lieu à 4 h 50 et à 14 h 06 de Ghisonaccia, et à 8 h 34 et 15 h 41 de Bastia. « La marche des trains est réglée sur l'heure légale, avec un retard de cinq minutes ». Aucun croisement de train n'a lieu sur toute la ligne entre Ghisonaccia et Casamozza. Le contingentement du charbon pour les locomotives pendant la deuxième moitié de la Première Guerre mondiale fait que l'une des deux rotations devient bi-hebdomadaire, et elle ne devient quotidienne qu'en 1923.
Pendant les années 1930, la CFD fait un effort pour rendre les temps de parcours plus attractifs, mais la ligne de la côte orientale ne verra jamais circuler des « trains paquebots » comme c'et le cas à partir de 1933 entre Bastia et Ajaccio. Le temps de parcours entre Bastia et Ghisonnacia est porté à 2 h 50, soit une réduction de 23 %, et la vitesse moyenne commerciale atteint 30,1 km, valeur très correcte pour la traction à vapeur sur la voie métrique française. Depuis Bastia, Solenzara est atteint en 3 h 42 et Porto-Vecchio en 5 h 00 en moyenne. Vers 1938/39, les nouveaux autorails Billard A 150 D apportent un nouveau confort et un gain de temps. Ils remplacent l'un des deux trains à vapeur dans chaque sens, et pour la première fois, un troisième aller-retour est introduit dans le plan de charge, limité toutefois sur la section Bastia - Prunelli-Pietrapola (P.K. 91,7, première gare au Sud de Ghisonaccia). Les nouveaux autorails mettent 3 h 35 de Porto-Vecchio à Bastia, soit une performance très remarquable de 42,1 km/h pour un train omnibus s'arrêtant facultativement dans toutes les stations. Pendant la Seconde Guerre mondiale, Porto-Vecchio n'est plus desservi que par une paire de trains mixtes, mettant 8 h 15 pour couvrir les 150,9 km jusqu'à Bastia (avec changement à Casamozza). L'autorail est limité à Solenzara, et un troisième train est uniquement proposé dans un seul sens, le matin, entre Bastia et Folelli-Orezza. À la suite de l'interruption forcée de la ligne au Sud de Folelli-Orezza par les bombardements du 8 septembre 1943 et des jours suivants, le tronçon subsistant de 10,9 km jusqu'à Casamozza reste desservie par deux autorails par sens et par jour jusqu'au 1er juillet 1953, jour de fermeture de cette ligne. Pendant l'horaire d'hiver 1952/53, l'autorail part à 6 h 25 de Bastia, arrive à Folelli-Orezza une heure plus tard, repart pour Casamozza et 7 h 35, retourne à Folelli-Orezza à 16 h 15, et rentre finalement à Bastia à 17 h 15. Le train matinal pour Casamozza ne trouve pas de correspondance pour Bastia qu'au bout de 1 h 28 d'attente, ce qui devait enlever tout intérêt à ce service par chemin de fer.

### La traction
Malgré soixante-cinq ans d'exploitation pour la première courte section de Casamozza à Folelli-Orezza, et cinquante-cinq ans pour la section Casamozza - Ghisonaccia, la ligne de la côte orientale n'a connu que deux types de locomotives à vapeur et un type d'autorail diesel. Quatre locomotives tender no 34-37 de configuration 031T sont livrées par les établissements Fives-Lille en février 1888 et radiées en 1937, sauf la no 36 qui reste en service jusqu'en 1945. Dix autres unités du même type ont fait du service sur les autres lignes du réseau. Avec le développement du trafic, le parc de la ligne de Ghisonaccia est renforcé à deux reprises, en 1895 et 1927, par deux puis quatre locomotives Mallet de construction SACM, numérotées 303-304 et 309-312. Ces locomotives plus puissantes et légèrement plus rapides relèguent la première dotation de locomotives à la réserve et aux manœuvres, tout comme sur la ligne centrale. Les prolongements de Solenzara et Porto-Vecchio donnent lieu à la mise en service de quatre puis trois locomotives du même type, numérotées 313 à 319. L'évolution technique de ces 020+020T a été très limitée entre 1895 et 1935 ; à partir du no 310 seulement, de légères modifications sont intervenues. Avec une rame légère de deux voitures (soit 22 t), les Mallet pouvaient atteindre la vitesse de pointe de 60 km/h en plaine uniquement. Un an avant le début de la Seconde Guerre mondiale, les autorails Billard du type A 150 D arrivent sur la ligne. De conception moderne pour l'époque avec une carrosserie légère majoritairement construite en aluminium et un plancher bas, ils sont toutefois moins confortables que les A 210 D de la ligne centrale, et ne proposent que la classe unique. Deux autorails de la série no 111-116 assurent à tour de rôle les dessertes Prunelli-Pietrapola - Bastia vv. et Bastia - Porto-Vecchio vv., ainsi que les trains Bastia - Calvi. Pour la première fois, des vitesses commerciales au-dessus de 40 km/h sont atteintes en Corse. Même pendant la guerre, les autorails continuent de fonctionner. À partir de mars 1950, tous les trains de voyageurs du réseau sont assurés par des autorails.

### Le trafic
La ligne de la côte orientale est la seule des trois lignes du réseau où le trafic des marchandises gagne une importance réelle. Au rythme que la construction de la voie ferrée progresse, l'assainissement des marais et des zones humides de la plaine littorale est opérée. Les marais, foyers de la malaria jusqu'au début du XXe siècle, sont progressivement assainis et transformés en superficies agricoles d'un bon rendement. Les récoltes sont chargées et transportées par des wagons du chemin de fer, et la CFD forme des convois de 200 t à 250 t, soit vingt à vingt-cinq wagons. Près de la gare de Prunelli-Pietrapola, l'importante usine de fabrique de meubles d'Abbazia dispose d'un embranchement particulier et est un important client des CFD, tant pour l'arrivage des matériaux que pour l'expédition des produits finis. Pendant un certain temps, une desserte pour le ramassage des ouvriers des usines est même mis en place. À Folelli-Orezza et Casamozza, des usines de tanin disposent également d'embranchements particuliers et réceptionnent d'importants tonnages de bois. Ces usines sont toutefois transformées en simples scieries dans l'entre-deux-guerres. En 1938, la ligne de la côte orientale génère un trafic de marchandises de 2 982,400 tonnes-km, soit 64 % du trafic du réseau. Par contre, le trafic voyageurs ne prend jamais la même ampleur que sur la ligne centrale. Avec 3 907,200 voyageurs-km, elle ne représente que 24 % du trafic du réseau.

### La fermeture
Pendant seulement quelques heures de bombardements, au soir du 8 septembre 1943, la ligne est endommagée à un tel point que la circulation des trains cesse immédiatement sur toute la longueur du parcours. Dix-huit ponts et ouvrages d'art sont détruits ou endommagés. La Corse est enfin libérée un mois plus tard, et le commandement militaire met la main sur la gestion du réseau ferroviaire. Après 1945, sous l'exploitation d'abord provisoire des Ponts et Chaussées, il n'est pas question de s'engager dans des travaux de réparations de grande ampleur, en attendant l'engagement d'un nouveau concessionnaire. Mais la CFD déclinera la proposition de reprendre son ancienne concession, le réseau ayant été amputé de sa ligne la plus rentable. (Par décret du 6 février 1948, les Ponts et Chaussées seront confirmés comme exploitant à titre provisoire.) La ligne n'est réparée qu'entre la bifurcation de Casamozza et Folelli-Orezza, jusqu'à la première coupure. Huit ans après son achèvement, l'exploitation de la majeure partie de la ligne est donc purement et simplement abandonnée, la concurrence par la RN 198 au profil facile ne jouant certainement pas en faveur de la voie ferrée. Le maintien du statu-quo fait l'objet d'un consensus tacite au sein de la haute administration. Officiellement au moins, la question de la remise en état complète reste en suspens. Dans un rapport confidentiel de mars 1947, l'ingénieur en chef des Ponts et Chaussées, Mr Piraud, préconise la suppression définitive, comme par ailleurs pour la ligne de la Balagne. Le tronçon de Casamozza à Folelli - Orezza, long de 10,9 km, continue de fonctionner jusqu'au 1er juillet 1953. À l'époque, la zone desservie, peu habitée, ne fait pas encore partie de la zone périurbaine de Bastia, et le trafic est insignifiant. Les manifestations de mécontentement des résidents et du public lors de la circulation du dernier train restent limités. L'administration centrale craint toutefois de heurter la population en proclamant officiellement l'abandon de tout projet de remise en service, et diffère le déclassement officiel jusqu'au 14 février 1958 pour la totalité du parcours Casamozza - Porto-Vecchio,.

## Description

### Tracé et profil
La ligne se séparait de la bifurcation de la ligne Bastia - Ajaccio au Sud de la gare de Casamozza, après le pont sur le Golo. Elle restait proche de la route nationale, côté mer, et rejoignait avec elle le bord de mer à Figaretto, pour le suivre jusqu'à Alistro. Elle passait alors à l'Ouest de la route, et s'éloignait progressivement de la mer à l'entrée de la plaine orientale. À Ghisonaccia-gare, elle se trouvait à près de 10 km de la mer à travers champs (et de 5 km de Ghisonaccia-ville). Elle franchissait le fleuve Fiumorbo, puis longeait le pied des collines du Fiumorbu avant de revenir vers la mer et la route, qu'elle rejoignait au pied de Solaro. De Solenzara au village de Fautea, la ligne comme la route, se frayait un chemin dans les vallonnements rocheux du bord de mer. Puis elle reprenait un parcours tranquille dans l'intérieur jusqu'à Porto-Vecchio. Ignorant le quartier de la vieille ville et son église sur son rocher, la ligne le contournait et terminait son parcours sur le port, où elle assurait une correspondance maritime.
La section initiale de Casamozza à Ghisonaccia était équipée de tronçons de rails à double champignon dissymétriques d'un poids de 21 kg/m, posées sur des traverses en bois avec interposition de coussinets en fonte et de coins de blocage en bois. Au-delà de Ghisonaccia, la CFD équipa la ligne de rails Vignole de 26 kg/m. Sur la section la plus récente entre Solenzara et Porto-Vecchio, des traverses métalliques furent employées. Après son déclassement, sa superstructure fut 
démontée et réemployée sur les deux lignes subsistantes pour un total de 44,728 km, ce qui représentait 19,4 % de sa longueur hors embranchements portuaires.
Depuis cette époque, plusieurs tronçons de la plateforme ont été réutilisés comme chemins ou transformés en routes de desserte locale, notamment d'Alistro à Aleria, de Casone commune d'Aghione à Ghisonaccia, d'Abbazia (Prunelli-di-Fiumorbo) à Pielza (Solaro). De Casamozza à Figaretto, la plateforme est conservée, et reste disponible pour une éventuelle restauration. Bien peu de photos restent comme souvenirs de l'ancienne ligne ; seule une photo montrant un train en gare d'Aleria a été dénichée par Pascal Bejui au cours de ses longues recherches, et les autres auteurs n'en ont publié aucune.

### Les ouvrages d'art
La ligne ne comportait pas d'ouvrages d'art particulièrement remarquables. Néanmoins dix-huit ponts métalliques en treillis et viaducs d'au moins 10 m de long, dont les plus récents en construits en béton armé, permettaient de franchir des torrents devenus fleuves côtiers. Ces ouvrages cumulaient 675 m linéaires, soit 16,5 % des ponts et viaducs du réseau. Il n'y avait qu'un unique souterrain, celui de Fautea, long de 421 m, soit 3,2 % de la longueur cumulée des tunnels du réseau.
Le plus grand pont reste celui sur le Fiumorbo, entre Ghisonaccia et Prunelli, toujours utilisé comme chemin par les riverains. Les ponts sur le Tavignano et sur le Travo sont réutilisés comme ponts routiers. Pour autant, de nombreux ponts sont en ruines, notamment celui en pierres qui se trouve à l'entrée de Solenzara, qui permettait à la voie de traverser le fleuve. De plus, la plate-forme de l'ancienne voie ferrée est envahie par la végétation, arbres, ronces, maquis, arbustes et sous-bois, sur des distances importantes, représentant un défi de réaménagements pour la collectivité territoriale, de la reconstruire tronçon après tronçon. Un projet est dans les cartons.....

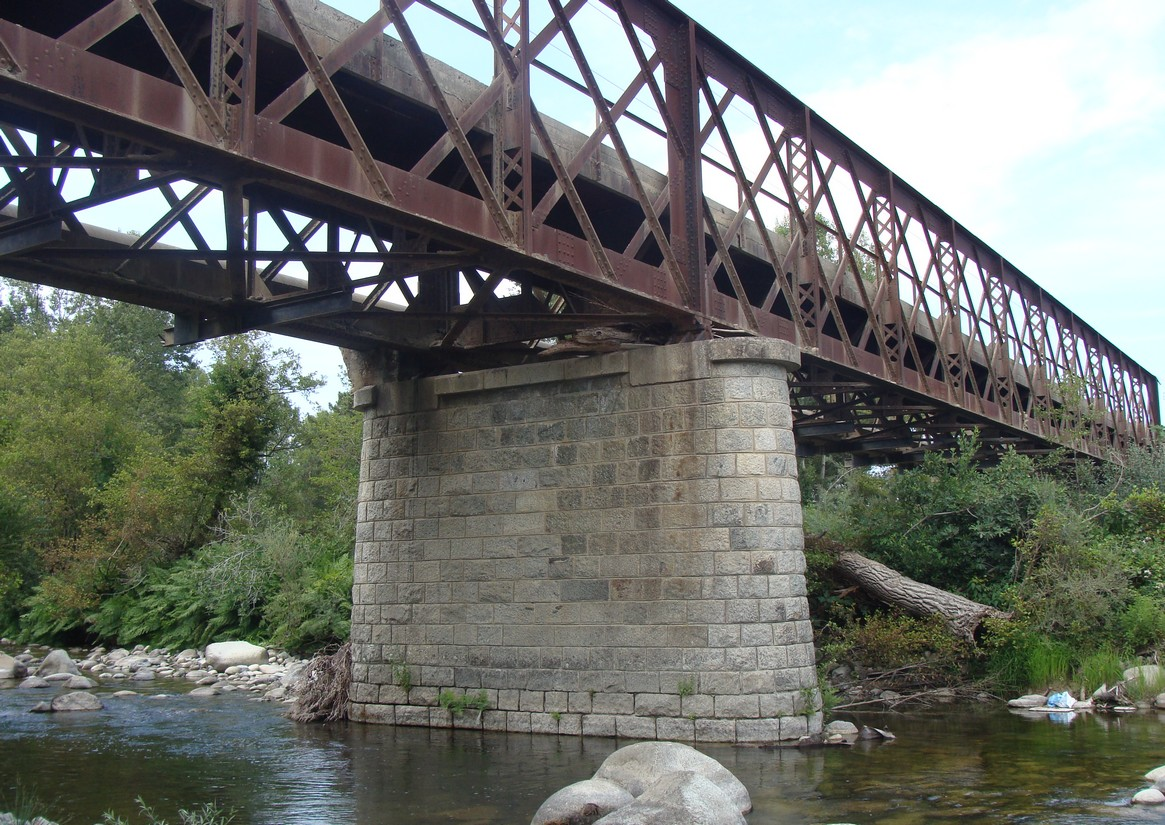
Le pont en treillis métallique sur le Fiumorbo.
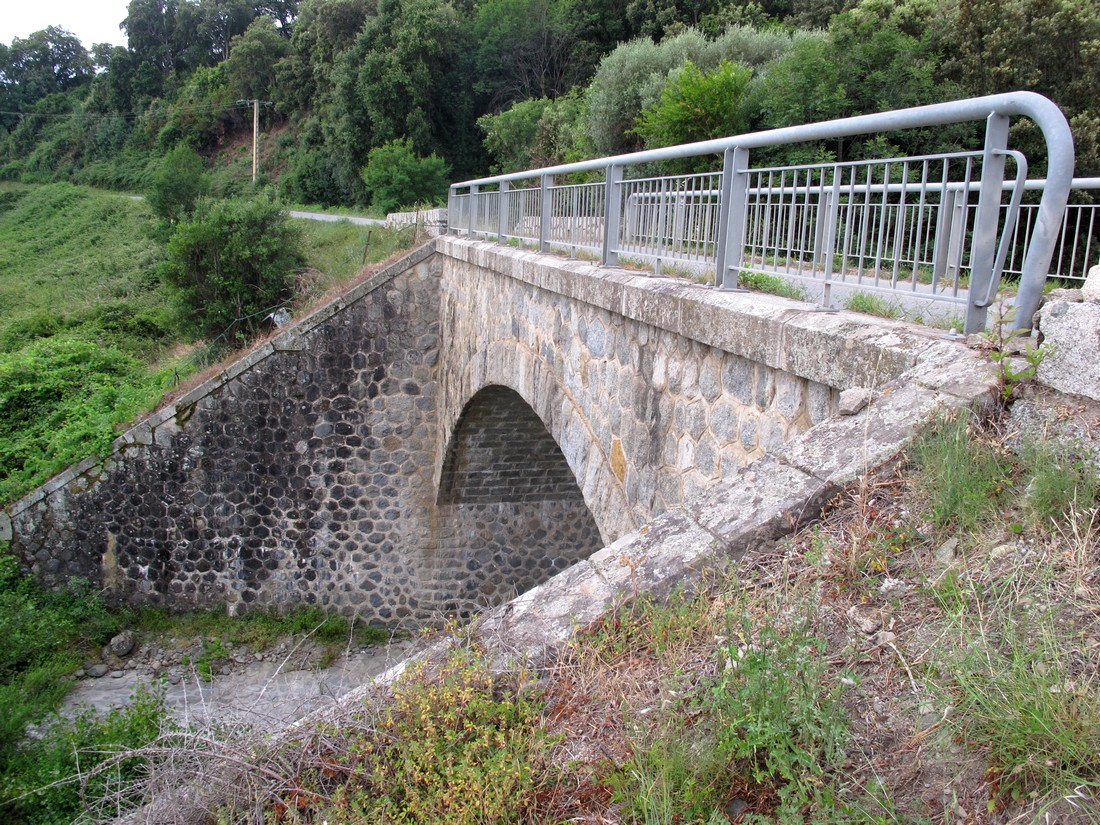
Le pont de Nodu, en maçonnerie, particulièrement bien conservé.
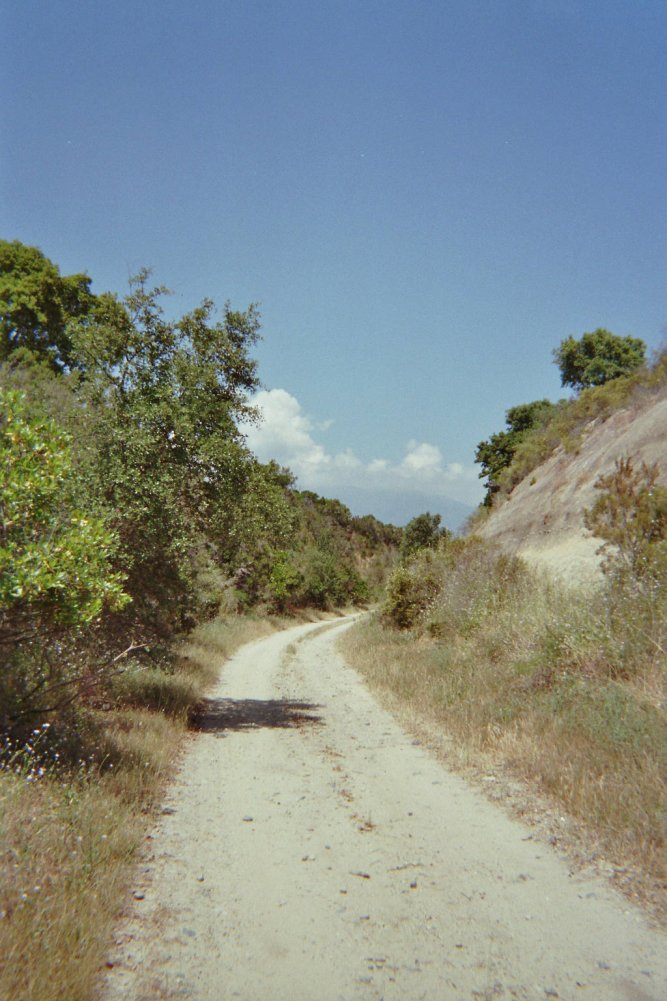
Une tranchée de l'ancienne ligne, reprise en chemin de desserte locale.

### Les gares
Les gares ordinaires disposent à l'origine de la voie principale, d'une voie d'évitement et d'une voie de débords, prolongée à ses deux extrémités par des courtes voies en impasse, soit six aiguillages. La ligne comportait les gares suivantes du Nord au Sud: Casamozza (P.K. 21,0), Arena-Vescovato (P.K. 24,2), Folelli-Orezza (P.K. 31,9), Prunete-Cervione (P.K. 46,8), Tallone (P.K. 67,6), Aleria (P.K. 73,2), Ghisonaccia (P.K. 85,3), Prunelli-Pietrapola (P.K. 91,7), Pont du Travo (P.K. 102,8), Sari-Solenzara (P.K. 109,9), Figa (P.K. 126,3), Sainte-Lucie (P.K. 134,4) et Porto-Vecchio (P.K. 150,9) ; soit douze gares propres à la ligne. La catégorie en dessous des gares étaient des haltes, disposant au maximum d'une voie d'évitement pouvant également servir de voie de garage, et éventuellement d'une voie en impasse. Sont concernées les stations suivantes : Saint-Pancrace (P.K. +/- 29), Padulella (P.K. 40,3), Alistro (P.K. 53,7), Bravone (P.K. 59,0), Puzzichello (P.K. 78,9), Gavone / Cavonne (P.K. 97,3), Solaro (P.K. 105,6), Favone-Conca (P.K. 120,7), et Lecci (P.K. 135,1). Dans tous les cas, les bâtiments répondaient aux plans-standard de la CFD. Des prises d'eau étaient possibles à Casamozza, Prunete-Cervione, Aleria, Ghisonaccia, Sari-Solenzara et Porto-Vecchio. Une remise à machines existait à Porto-Vecchio au terminus.
L'emplacement des stations et gares était dicté surtout par le tracé de la ligne, de sorte que certaines se trouvaient assez éloignées des villages qu'elles étaient censées desservir. Cas extrême, la gare de Tallone était dans la plaine, à 15 km du village situé, lui, dans les collines à près de 500 m d'altitude. Tout aussi atypique, la gare de Ghisonaccia, terminus de la ligne pendant quarante-deux ans, se trouvait en plein champs au beau milieu de la plaine orientale, à 5 km du chef-lieu, sur la route de Ghisoni. Un petit hameau entourait cette gare, et est devenu « Ghisonaccia-gare », quartier excentré de Ghisonaccia.

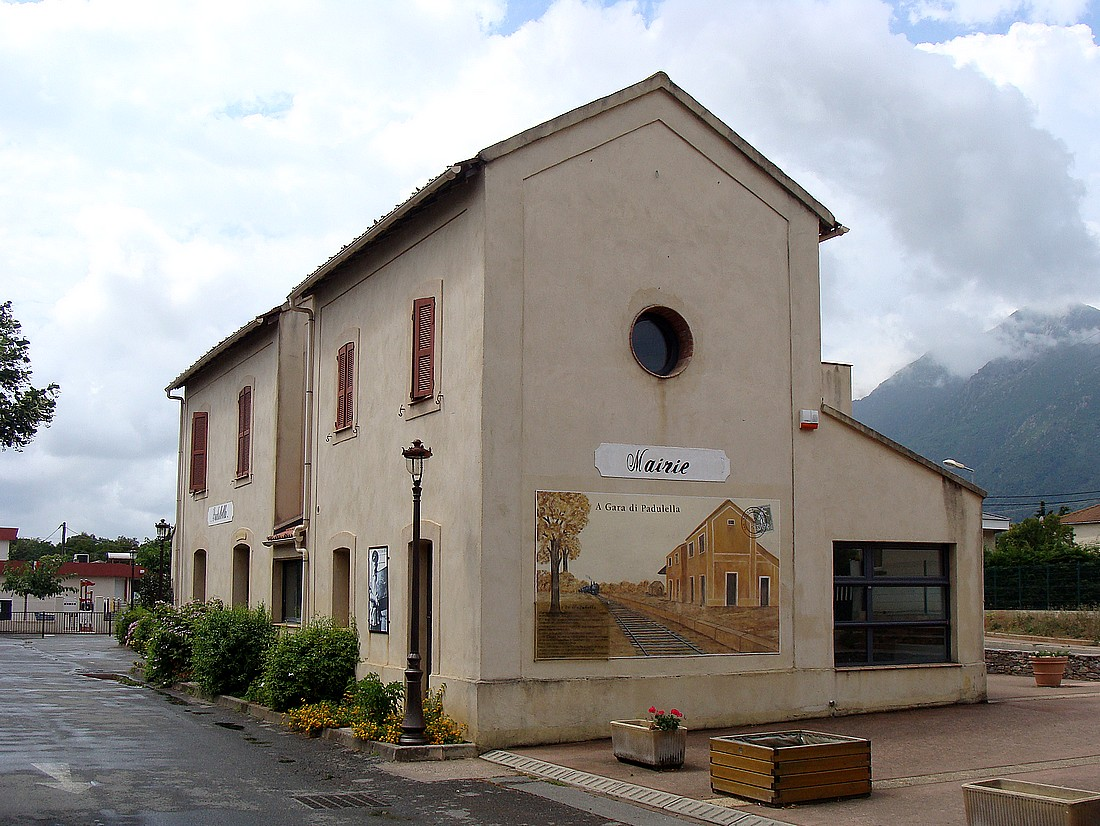
L'ancienne gare de Padulella, aujourd'hui mairie de San Nicolao.
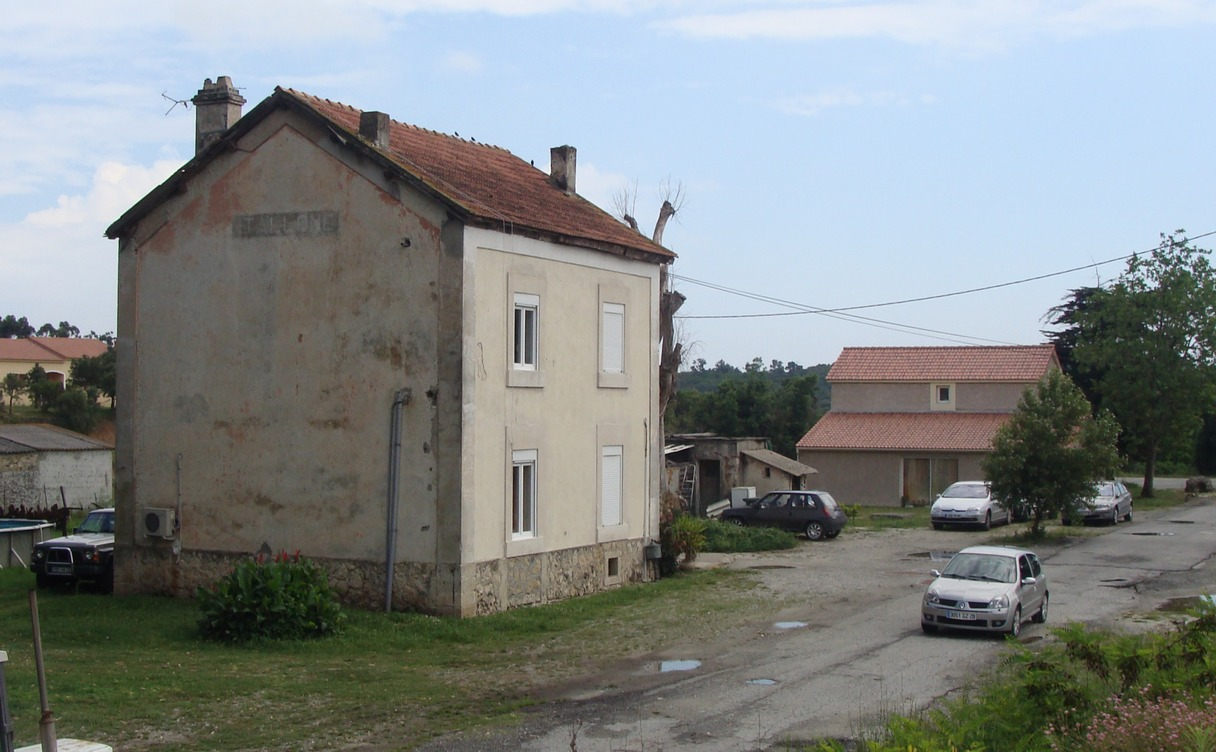
L'ancienne gare de Tallone habitée, une route remplace la plate-forme de la voie ferrée.
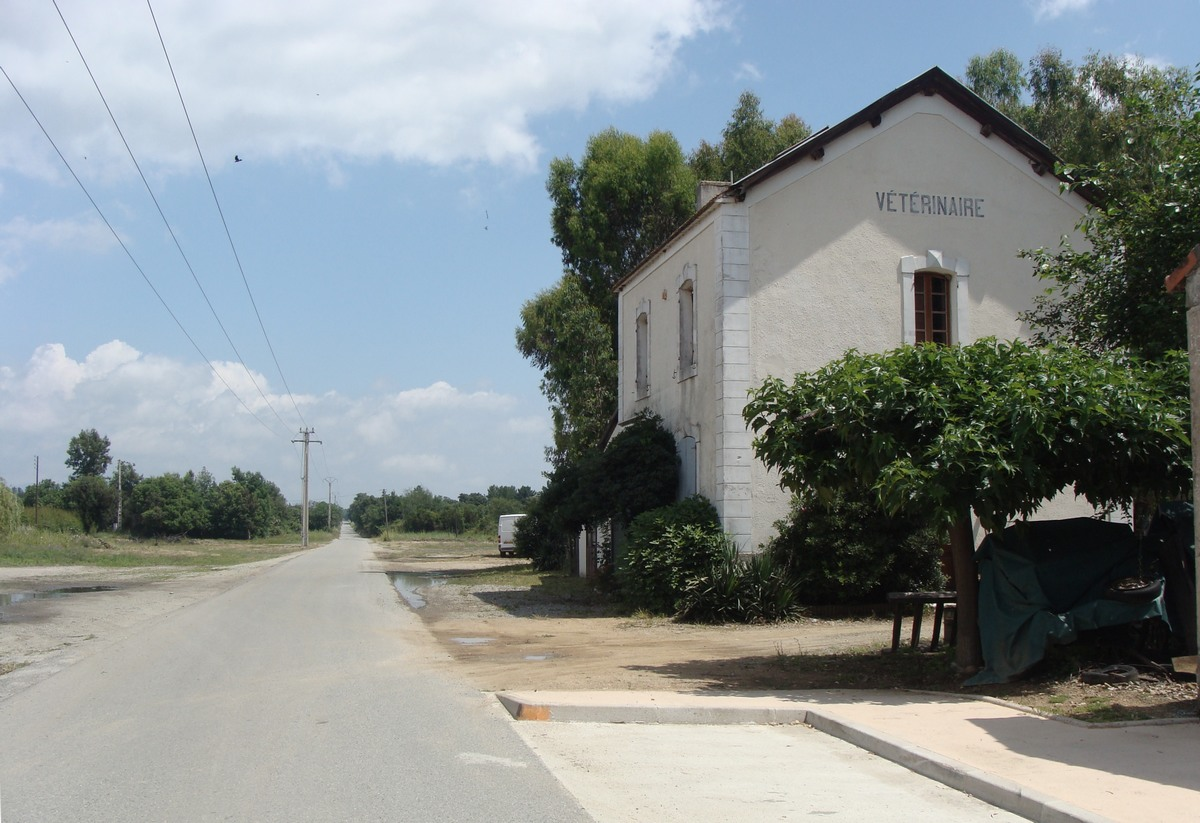
L'ancienne gare de Ghisonaccia occupé par un cabinet vétérinaire et le tracé de l'ancienne voie replacée par une route vers le Nord.
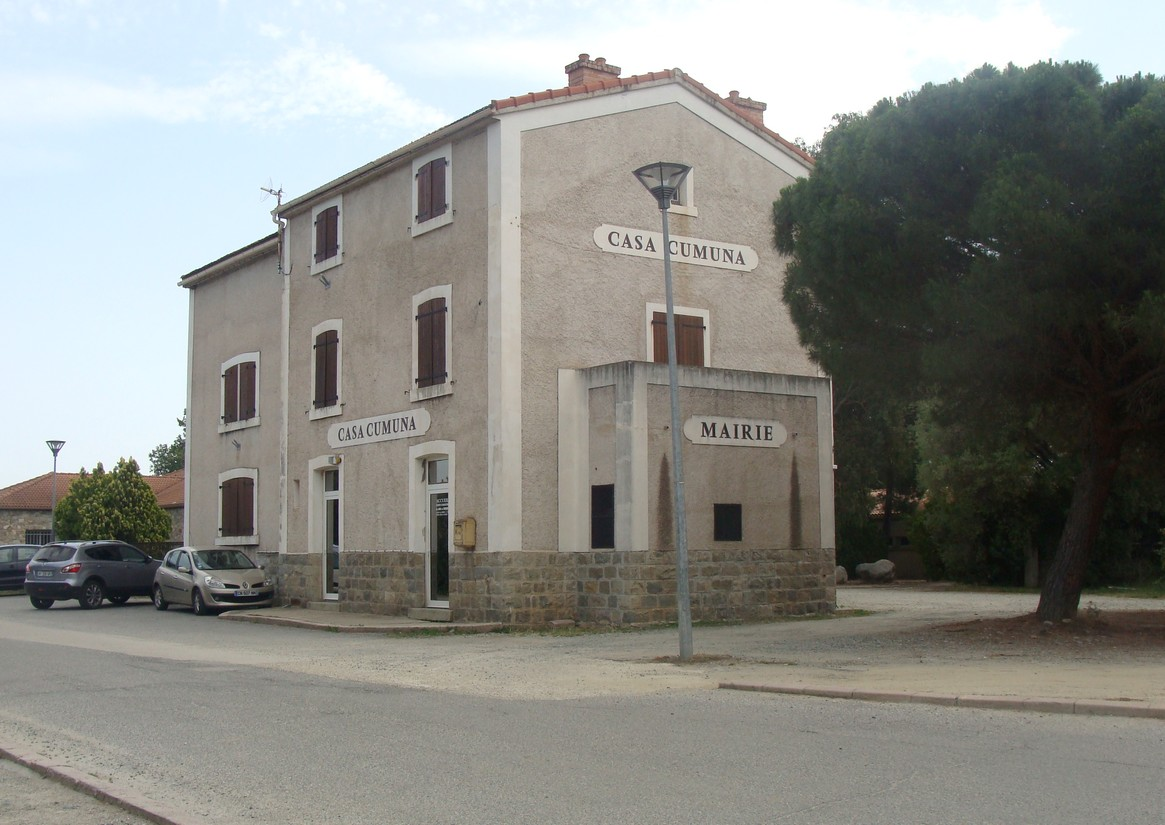
L'ancienne gare de Travo, devenue la mairie de Ventiseri.